# Molophilus (Molophilus) lancifer
Molophilus (Molophilus) lancifer is een tweevleugelige uit de familie steltmuggen (Limoniidae). De soort komt voor in het Oriëntaals gebied.